# Lisbon (Iowa)
Pour les articles homonymes, voir Lisbon et Lisbonne.
Lisbon est une ville du  comté de Linn, en Iowa, aux États-Unis. Elle est fondée en 1851 et incorporée le 10 février 1875.

## Source de la traduction
- (en) Cet article est partiellement ou en totalité issu de l’article de Wikipédia en anglais intitulé « Lisbon, Iowa » (voir la liste des auteurs).